# The Walking Dead: Survival Instinct
The Walking Dead: Survival Instinct es un videojuego de terror y de acción en primera persona basado en la serie estadounidense de AMC The Walking Dead, a modo de precuela de la misma. Fue lanzado mundialmente en marzo de 2013.

## Argumento
La trama argumental gira en torno a Merle y Daryl Dixon, dos hermanos que tras la muerte de su padre a causa del ataque de un grupo de caminantes emprenden un viaje cuyo destino es Atlanta por su aparente seguridad y protección. Por el camino se toparán con varios grupos de supervivientes y con hordas que intentarán atacarles, debiendo tomar decisiones determinantes para mantener la integridad del grupo y seleccionando las rutas de viaje.

## Recepción
En general, el videojuego tuvo una mala recepción, recibiendo críticas negativas por su bajo rendimiento gráfico y trama argumental, aunque sobre todo por una IA muy limitada e irregular. Aunque muchos críticos han valorado positivamente el comienzo de la historia, sentencian su desarrollo como monótono, repetitivo y plagado de errores, así como un final pésimo. Todo ello le hace obtener calificaciones muy malas por parte de la inmensa mayoría de críticos.